# ستيفن بريل
ستيفن بريل (بالإنجليزية: Steven Brill)‏ هو كاتب أمريكي، ولد في 22 أغسطس 1950.